# Козлов, Владимир Владимирович (легкоатлет)
Влади́мир Влади́мирович Козло́в (бел. Уладзімір Уладзіміравіч Казлоў; род. 20 апреля 1985 или 7 июня 1985, Василевичи, Гомельская область) — белорусский легкоатлет, специалист по метанию копья. Выступал за сборную Белоруссии по лёгкой атлетике в 2005—2016 годах, победитель Кубка Европы, многократный победитель и призёр первенств национального значения, участник двух летних Олимпийских игр. Мастер спорта Республики Беларусь международного класса.

## Биография
Владимир Козлов родился 20 апреля 1985 года в городе Василевичи Речицкого района Гомельской области Белорусской ССР.
Начал заниматься лёгкой атлетикой в местном детско-юношеском клубе физической подготовки, затем тренировался Республиканском центре олимпийской подготовки по лёгкой атлетике. Был подопечным тренеров Н. А. Брель, В. А. Захаренко, В. Н. Сасимовича. Представлял физкультурно-спортивное общество «Динамо».
Впервые заявил о себе на международном уровне в сезоне 2005 года, когда вошёл в состав белорусской сборной и выступил в молодёжном европейском первенстве в Эрфурте, где в зачёте метания копья стал седьмым.
В 2008 году занял четвёртое место на Кубке Европы по зимним метаниям в Сплите. Благодаря череде удачных выступлений удостоился права защищать честь страны на летних Олимпийских играх в Пекине — в финале метнул копьё на 82,06 метра и расположился в итоговом протоколе соревнований на восьмой строке.
Будучи студентом, в 2009 году представлял Белоруссию на Универсиаде в Белграде, где с результатом 78,29 стал пятым. Метал копьё на чемпионате мира в Берлине, но в финал здесь не вышел.
В 2010 году одержал победу на чемпионате Белоруссии в Гродно, занял шестое место в Суперлиге командного чемпионата Европы в Бергене, выступил на чемпионате Европы в Барселоне.
В 2012 году на чемпионате Белоруссии в Гродно вновь превзошёл всех соперников и получил золото, при этом установил свой личный рекорд — 82,86 метра. Выполнив олимпийский квалификационный норматив (82,00), благополучно прошёл отбор на Олимпийские игры в Лондоне — на сей раз в программе метания копья показал результат 80,06 метра, чего оказалось недостаточно для выхода в финал.
В 2013 году был шестым в Суперлиге командного чемпионата Европы в Гейтсхеде, отметился выступлением на чемпионате мира в Москве.
На командном чемпионате Европы 2015 года в Чебоксарах вновь стал шестым в своей дисциплине, тогда как на чемпионате Белоруссии в Гродно завоевал золото.
В 2016 году добавил в послужной список золотую награду, выигранную на Кубке Европы по метаниям в Араде, в четвёртый раз стал чемпионом Белоруссии в метании копья.
Завершил спортивную карьеру по окончании сезона 2018 года.
За выдающиеся спортивные достижения удостоен почётного звания «Мастер спорта Республики Беларусь международного класса».